# Communauté de communes Intercom de la Vire au Noireau
Die Communauté de communes Intercom de la Vire au Noireau (inoffiziell Intercom de la Vire au Noireau) ist ein französischer Gemeindeverband mit der Rechtsform einer Communauté de communes im Département Calvados in der Region Normandie. Sie wurde am 18. November 2016 gegründet und umfasst 17 Gemeinden. Der Verwaltungssitz befindet sich in der Gemeinde Vire Normandie.

## Historische Entwicklung
Der Gemeindeverband entstand mit Wirkung vom 1. Januar 2017 durch die Fusion der Vorgängerorganisationen
- Communauté de communes Intercom Séverine und
- Communauté de communes Pays de Condé et de la Druance

sowie Zugang der Communes nouvelles
- Souleuvre en Bocage,
- Valdallière und
- Vire Normandie

und umfasste zunächst 18 Gemeinden. 
Am 1. Januar 2018 wurde Pont-Farcy in die Commune nouvelle Tessy-Bocage eingegliedert und gehört seither zum Gemeindeverband Saint-Lô Agglo im Département Manche.

## Mitgliedsgemeinden
| Gemeinde                                              | Einwohner 1. Januar 2022 | Fläche km² | Dichte Einw./km² | Code INSEE | Postleitzahl |
| ----------------------------------------------------- | ------------------------ | ---------- | ---------------- | ---------- | ------------ |
| Beaumesnil                                            | 207                      | 4,99       | 41               | 14054      | 14380        |
| Campagnolles                                          | 555                      | 10,06      | 55               | 14127      | 14500        |
| Condé-en-Normandie                                    | 6.018                    | 62,98      | 96               | 14174      | 14110, 14770 |
| La Villette                                           | 222                      | 9,74       | 23               | 14756      | 14570        |
| Landelles-et-Coupigny                                 | 827                      | 24,67      | 34               | 14352      | 14380        |
| Le Mesnil-Robert                                      | 184                      | 4,08       | 45               | 14424      | 14380        |
| Noues de Sienne                                       | 4.236                    | 117,58     | 36               | 14658      | 14380        |
| Périgny                                               | 57                       | 2,66       | 21               | 14496      | 14770        |
| Pont-Bellanger                                        | 64                       | 3,54       | 18               | 14511      | 14380        |
| Pontécoulant                                          | 71                       | 2,38       | 30               | 14512      | 14110        |
| Saint-Aubin-des-Bois                                  | 221                      | 8,26       | 27               | 14559      | 14380        |
| Saint-Denis-de-Méré                                   | 760                      | 11,37      | 67               | 14572      | 14110        |
| Sainte-Marie-Outre-l’Eau                              | 128                      | 5,75       | 22               | 14619      | 14380        |
| Souleuvre en Bocage                                   | 8.643                    | 187,28     | 46               | 14061      | 14260, 14350 |
| Terres de Druance                                     | 891                      | 37,19      | 24               | 14357      | 14770        |
| Valdallière                                           | 5.692                    | 157,94     | 36               | 14726      | 14350, 14410 |
| Vire Normandie                                        | 17.411                   | 138,52     | 126              | 14762      | 14500        |
| Communauté de communes Intercom de la Vire au Noireau | 46.187                   | 788,99     | 59               | –          | –            |